# Isthmohyla calypsa
Isthmohyla calypsa är en groddjursart som först beskrevs av Lips 1996.  Isthmohyla calypsa ingår i släktet Isthmohyla och familjen lövgrodor. IUCN kategoriserar arten globalt som akut hotad. Inga underarter finns listade i Catalogue of Life.